# 松島正幸
松島 正幸（まつしま まさゆき、1910年2月25日 - 1999年10月29日）は、北海道雨竜郡一已村（現深川市）出身の洋画家。独立美術協会会員。また、全道美術協会創立に貢献。本名は正一、前半生の画号は正人を名乗る。日本各地、中国北部、ヨーロッパの風景を生涯描き続けた。

## 経歴
1910年、北海道雨竜郡一己村の屯田兵の家庭に生まれる。その後札幌市に移住。上京し、画家を志す。
1930年、『花を持てる少女』で二科展に最年少で入選。
1935年、石見浜田藩主松平家9代当主松平武修の長女・松平鈴子（花を持てる少女のモデル）と大恋愛の末結婚。
同年生まれた息子が昭和40年代頃に前衛画家であった交楽龍弾（まずらりゅうだん、本名松島正迪、のち松平武龍と改名）。
1930年代後半、従軍画家としてハルビン・大連などの風景をスケッチし、作品として仕上げる。
1941年、『ハルビンの舗道』で独立美術協会賞受賞。
1940年代前半、第二次世界大戦激化につき札幌に疎開。
札幌、小樽を中心にスケッチを続けて、多数の作品を仕上げる。『札幌雪日』などが代表格。
再び上京し、北は北海道から南は鹿児島県まで日本全国を精力的に描き続ける。
1960年代後半より、北海道教育大学（岩見沢分校・札幌分校）の非常勤講師を務める。
ヨーロッパで毎年一定期間の滞在をし、『アイガー北壁』『モンマルトル』『巴里の教会堂』などの作品を残す。
最晩年は、体調を崩し、度重なる脳梗塞で、次第に体の自由を奪われてゆく。
かつて勤務した北海道岩見沢市にできた絵画ホール・松島正幸記念館、出身地の深川市・JR深川駅前に新設のアートホール東洲館に多数の作品を寄贈。
1999年10月29日、肺炎をこじらせ亡くなる。